# Apamea illyra
Apamea illyra là một loài bướm đêm trong họ Noctuidae.